# Under Feet Like Ours
Under Feet Like Ours je nezávisle vydané studiové album kanadských zpěvaček-skladatelek Tegan and Sara, které vyšlo ještě před dosažením většího úspěchu. Původně vyšlo pod názvem skupiny Sara and Tegan v pouze limitované edici, ale později byl vydáno znovu, již pod názvem skupiny Tegan and Sara. K tomu došlo v roce 2001, kdy vyšlo s bonusovou skladbou "Frozen" z alba This Business of Art. V roce 2006 bylo znovu k dostání v e-shopu Maple Music. Příležitostně je také k dostání na koncertech dua.
Na obalu desky je fotka Sary v červeném topu a Tegan ve fialovém.
V roce 2009 bylo balení a obal přepracováno umělkyní EE Storey. Nyní je pouze z kartonu bez použití jakéhokoliv plastu.

## Seznam skladeb
| Pořadí         | Název                         | Délka |
| -------------- | ----------------------------- | ----- |
| 1.             | Divided                       | 3:04  |
| 2.             | Our Trees                     | 3:47  |
| 3.             | Come On                       | 4:05  |
| 4.             | Freedom                       | 2:15  |
| 5.             | Proud                         | 2:48  |
| 6.             | More for Me                   | 3:44  |
| 7.             | Hype                          | 3:05  |
| 8.             | Clever Meals                  | 3:18  |
| 9.             | This Is Everything            | 3:09  |
| 10.            | Heavy                         | 4:18  |
| 11.            | Welcome Home                  | 2:34  |
| 12.            | Superstar                     | 3:50  |
| 13.            | Bye!                          | 0:05  |
| 14.            | Frozen (re-edice z roku 2001) | 2:44  |
| Celková délka: | Celková délka:                | 40:02 |

## Obsazení
- Jared Kuemper, Tegan and Sara – produkce